# Historia de la arquitectura (Choisy)
La Historia de la arquitectura (originalmente, en francés: Histoire de l’architecture) es un libro publicado por el historiador, ingeniero y teórico de la arquitectura Auguste Choisy en 1899 (París). Gran parte de la importancia e influencia histórica del libro radica en que, a expensas del plano arquitectónico bidimensional y de las perspectivas, los edificios históricos se definen a partir de vistas isométricas desde abajo. Estas isometrías, por su abstracción, influyeron en arquitectos como Le Corbusier y Louis Kahn. Estas ilustraciones aparecen prácticamente en todas las hojas. En total suman unas 1700 y cada una de ellas fue dibujada por Choisy. La isometría, suprimiendo los detalles, permite una comprensión inmediata de los edificios presentados.
En su edición original la obra consta de dos volúmenes, resultado de dieciséis años de investigación y redacción. A lo largo del libro Choisy repasó la arquitectura histórica europea utilizando los dibujos para explicarla con una visión que hace hincapié en la evolución de los aspectos técnicos y constructivos. Para ello utilizó un método comparativo. La idea base es la explicación de la arquitectura de cada sociedad como consecuencia directa de su medio físico, tanto material como ambiental, y de cómo esta arquitectura alcanza un punto álgido y, en su decaimiento, se transforma en formalismo.

## Edición original
- Auguste Choisy: Histoire de l'architecture. Tome I. gallica.fr.
- Auguste Choisy: Histoire de l'architecture. Tome II. gallica.fr.